# Saint-Sauvy
Saint-Sauvy település Franciaországban, Gers megyében. Lakosainak száma 353 fő (2022. január 1.). Saint-Sauvy Ansan, Augnax, Blanquefort, Crastes, Mauvezin, Saint-Antonin és Sainte-Marie községekkel határos.

## Népesség
A település népessége az elmúlt években az alábbi módon változott:
| Lakosok száma | 390  | 306  | 319  | 314  | 349  | 336  | 340  | 355  | 351  | 353  |
|               | 1968 | 1982 | 1990 | 2006 | 2013 | 2015 | 2017 | 2019 | 2020 | 2022 |